# Hesperella
Hesperella es un género de escarabajos  de la familia Chrysomelidae. En 1995 Medvedev describió el género. Contiene las siguientes especies:
- Hesperella lopatini Takizawa, 2005
- Hesperella maruyamai Takizawa, 2005
- Hesperella violaceipennis Medvedev, 1995